# Gymnadenia lithopolitanica
Gymnadenia lithopolitanica là một loài thực vật có hoa trong họ Lan. Loài này được (Ravnik) Teppner & E.Klein mô tả khoa học đầu tiên năm 1998.